# 합계출산율
합계출산율(合計出産率, 영어: total fertility rate, TFR)은 가임(可妊) 여성(15~49세) 1명이 평생 동안 낳을 것으로 예상되는 평균 출생아 수를 나타낸 지표로, 연령별 출산율(年齡別出産率, ASFR)의 총합이며, 출산력 수준을 나타내는 대표적 지표로 사용된다.
2022년 기준, 전 세계 각국별 합계출산율(全世界各國別合計出産率)은 대한민국의 0.78명에서부터, 니제르의 6.73명까지 다양하다.

인구참조국에 따른 출산율별 국가 지도(2022)

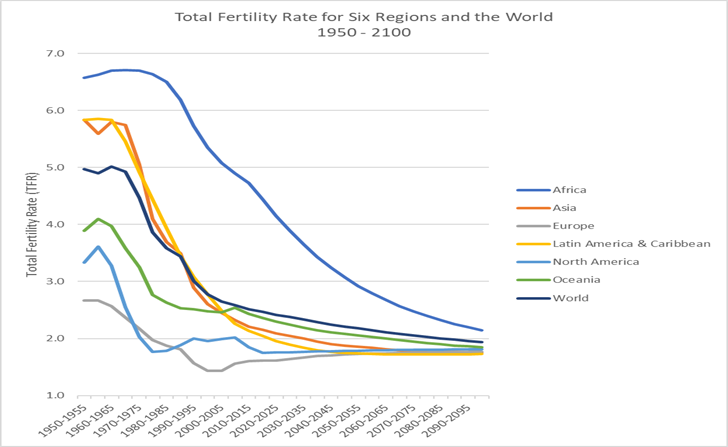
지역별 합계 출산율 예측

## 출생률과의 차이점
조출생률(粗出生率, Crude birth rate, CBR)은 인구 1000명당 태어난 출생아수(出生兒數)를 나타낸 것으로, 가임기 여성 1명이 평생 낳을 것으로 예상하는 평균 자녀수(平均子女數)를 나타낸 합계출산율과는 엄연히 다르다. 즉, 출산율은 가임기 여성 인구를 토대로 나온 수치이고, 출생률은 남녀노소(男女老少)를 모두 포함한 전체 인구 대비 출생아 수를 의미한다.

## 계산 방법
일반적으로 15세부터 49세까지의 여성을 대상으로 조사하는데, 구체적인 방법으로는 크게 두 가지가 있다.
1. 조사 연도의 가임 연령(15~49세) 여성들의 실제 출산율을 연령대별로 조사하여 합하는 방식. 합계출산율(TFR)= ∑(ASFR)/1000
2. 5세 단위의 계급으로 계산된 연령별 출산율에 5를 곱하는 방식. 연령별(5세 계급)출산율의 합 ÷ 1,000 × 5

한국에서는 각세별로 작성(1번)한다.

## 대체출산율
일반적으로 대체출산율 2.1 미만일 경우 저출산 국가로 분류한다. 대체출산율이란, 한 국가가 인구가 감소하지 않고 유지하는데 필요한 수준의 출산율을 말하며, 한국과 같은 국가에서는 대체출산율이 일반적으로 2.1명이며, 아프리카 등과 같이 사망률이 높은 지역의 경우 인구 유지를 위한 대체출산율이 더 높은 편이다. 대체출산율을 장기간 지속적으로 밑돌면 인구감소(人口減少)가 발생한다.
유엔에 따르면, 1990년 전 세계 인구의 4분의 1도 안되는 사람들이 저출산 국가에 살았지만, 2019년 이르러서는 절반 가까이가 저출산 국가에 살고 있는 것으로 나타났으며, 2050년에는 70%에 달할 것으로 예상하였다. 2019년 기준 저출산 국가로는 유럽 및 북아메리카, 오세아니아 지역에 속한 모든 국가들이 해당하며, 중앙아시아 및 남아시아 지역에는 4개국, 동아시아 및 동남아시아 지역에는 12개국, 라틴 아메리카 및 카리브해 지역에는 20개국, 오세아니아(호주 및 뉴질랜드 제외)에는 2개국, 사하라 이남 아프리카에는 1개국이 저출산 국가인 것으로 나타났다. 인구가 가장 많은 저출산 국가로는 중국, 미국, 브라질, 방글라데시, 러시아, 일본, 베트남 등이 있다.
또 유엔은, 저출산(低出産) 국가 중에서도 출산율이 1.5 미만으로 매우 낮은 국가로는 1990년 8개국이었지만, 2019년 25개국으로 늘어났으며 세계 인구 6%가 이들 국가에 살고 있는 것으로 나타났다. 향후에도 출산율이 1.5미만으로 내려갈 국가들이 약간 더 늘어날 전망이지만, 오랜 기간 동안 낮은 출산율(1.5 미만)을 기록한 국가들은 2050년까지 출산율이 조금씩 상승할 것으로 전망했다.

## 세계적 동향

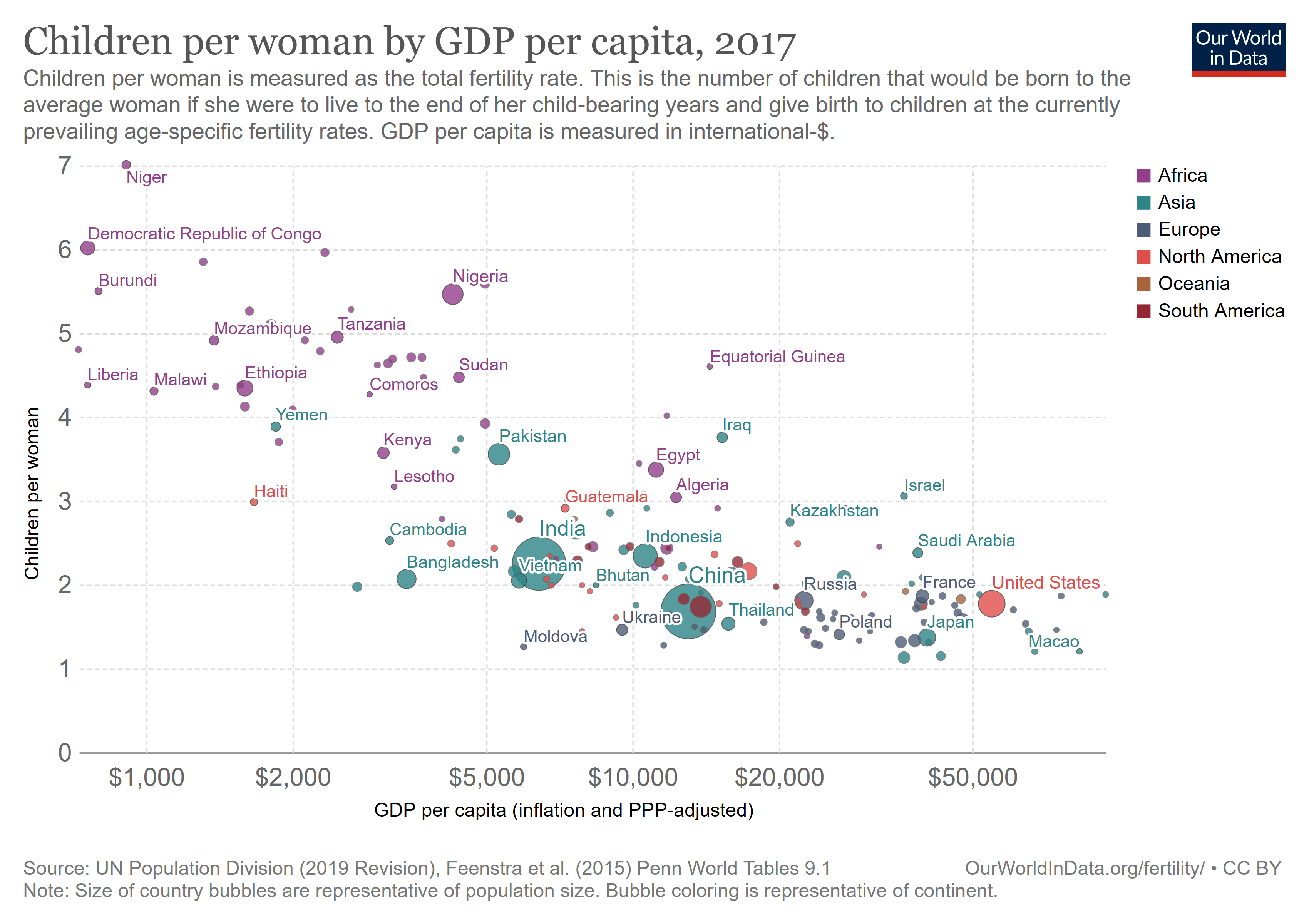
1인당 GDP와 여성 1인당 출산율 (2017)

유엔에 따르면, 2015~2020년 전 세계 평균 출산율(全世界平均出産率)은 2.59명으로, 이는 통계가 시작된 1950년 이후 역대 최저치(歷代最低値)에 해당하며, 향후에도 계속 감소(繼續減少)해 2095~2100년에는 1.95명까지 감소할 것으로 예상된다.
2015~2020년 기준 합계출산율이 가장 높은 지역은 아프리카로, 평균 4.44명에 달하며, 그 다음으로는 오세아니아가 2.36명, 아시아가 2.15명으로 뒤를 이었다. 가장 낮은 지역은 유럽으로 1.61명이었다.
|                           | 1950-1955 | 1990-1995 | 2015-2020 | 2045-2050 | 2095-2100 |
| 아프리카                  | 6.57      | 5.72      | 4.44      | 3.24      | 2.14      |
| 아시아                    | 5.83      | 2.90      | 2.15      | 1.90      | 1.76      |
| 유럽                      | 2.66      | 1.57      | 1.61      | 1.71      | 1.77      |
| 라틴 아메리카 및 카리브해 | 5.83      | 3.08      | 2.04      | 1.77      | 1.73      |
| 북아메리카                | 3.34      | 2.00      | 1.75      | 1.78      | 1.81      |
| 오세아니아                | 3.89      | 2.52      | 2.36      | 2.11      | 1.84      |
| 전 세계                   | 4.97      | 3.01      | 2.47      | 2.21      | 1.94      |

(2045~2050년, 2095~2100년 수치는 유엔이 2019년 중위 추계를 기준으로 예측한 것)
2019년 전 세계 인구의 40% 가량이, 출산율이 2.1~4.0명인 국가에 살고있는 것으로 나타났으며, 이들 국가로는 대표적으로 인도, 인도네시아, 파키스탄, 멕시코, 필리핀, 이집트 등으로, 많은 지역에서 볼 수 있지만, 2050년에는 전 세계 인구의 30% 미만으로 내려갈 전망이다.
21세기 말까지 출산율의 감소폭(減少幅)이 가장 클 것으로 예상되는 지역은 사하라 이남 아프리카 지역으로, 2019년 4.6명에서 2050년 3.1명, 2100년 2.1명으로 감소할 것으로 예상되었다.
대부분의 지역에서, 중위 추계를 기준으로 예측된 2020~2050년까지 30년간 출생아 수는, 1990~2020년까지 30년간 태어난 출생아 수와 비슷하거나 적을 것으로 나타났지만 사하라 이남 아프리카 지역은 출산율 저하에도 불구하고 출생아 수는 계속 증가할 전망이다.
사하라 이남 아프리카 지역에서는 2020~2050년까지 태어날 출생아 수가 거의 14억 명에 달할 것으로 예상되며, 이는 1990~2020년까지 태어난 출생아 수보다 50% 이상 더 많은 숫자이다. 마찬가지로 중동 및 북아프리카 지역도 지난 30년간 태어난 출생아 수 보다 향후 30년간 태어날 것으로 예측되는 출생아 수가 더 많을 것으로 예상되지만, 증가한 출생아 수는 13%로 사하라 이남 아프리카에 비하면 비교적 낮은 편이다.
사하라 이남 아프리카 국가들이 다수 포함된 최빈국(最貧國) 47개국에서는, 2020~2050년까지 태어날 출생아 수가 11억 명에 달할 것으로 예상되며, 이는 1990~2020년 태어난 출생아 수 8억 1300만 명보다 38% 증가한 수치이다. 1990년에는 전 세계 인구의 3분의 1 이상이 출산율이 4명 이상인 국가에 살았지만, 2019년에는 12%만이 4명 이상 국가에 살고있는 것으로 나타났다.
2019년 기준 출산율이 4명 이상인 36개국 중에 33개국이 서하라 이남 아프리카 지역에 속하며, 인구가 많은 국가들로는 나이지리아, 에티오피아, 콩고 민주 공화국, 탄자니아, 우간다, 수단 등이 있다. 그러나 2050년에는 출산율이 4명 이상인 국가는 니제르가 유일할 것으로 예측된다.

### 연령별 출산(年齡別出産)
지난 수십년간(數十年間) 한국, 일본 등을 비롯한 많은 국가에서 청소년(15~19세) 산모의 출산율은 계속 떨어지고 있지만, 지금까지도 여전히 높은 출산율을 유지하고 있는 국가들도 있다. 청소년(15~19세) 여성 인구 1000 명당 기준으로 할때, 2015~2020년까지 사하라 이남 아프리카 지역이 104명으로 가장 높았고, 라틴 아메리카 및 카리브해 지역이 63명으로 두 번째로 높았으며, 총 출산 횟수에서 청소년 비율이 가장 높은 지역은 라틴 아메리카 및 카리브해 지역으로 15~19세 출산율이 전체 출산율의 15%를 차지했다. 2015~2020년까지 15~19세 산모에게서 태어난 전 세계 출생아 수는 6200만 명에 달한 것으로 추산되며, 이들 중 46%가 사하라 이남 아프리카 지역에서, 18%는 중앙아시아 및 남아시아 지역에서, 14%는 라틴 아메리카 및 카리브해 지역에서 태어난 것으로 예측된다.

## 초저출산(超低出産)
출산율이 1.3 이하인 국가는 초저출산(超低出産, Lowest-low fertility) 국가라고 부르며, 대부분 동아시아, 동유럽, 남유럽 국가들이 이에 속한다. 2001년 유럽 인구의 절반 이상이 출산율이 초저출산에 해당하는 국가에 거주하고 있는 것으로 나타났지만, 현재는 출산율이 이보다는 약간 더 상승했다.
초저출산을 저출산과 구분하는 이유는 초저출산이 발생하면 출산율이 다시 올라가기가 어렵기 때문이다. 이탈리아의 인구학자 빌러리와 코흘러는 합계출산율이 1.3미만을 3년 이상 지속되면 반등하지 못하고, 오랜 기간 갇혀있게 된다고 표현했다.

## 역대 최저 기록(歷代最低記錄)
전 세계에서 가장 낮은 출산율을 기록한 지역은 중국 헤이룽장성 자무쓰시에 위치한 샹양구로, 2000년 기준 0.41명이었다. 중국 이외의 지역에서 가장 낮은 출산율을 기록한 지역은 1994년 0.80명을 기록한 독일 동부 지역이었다.

## 같이 보기
- 출생률
- 출산율순 나라 목록
- 과거 출산율에 따른 나라 목록